# Grand-Prix-Rennformeln 1906–1949
Die Grand Prix Rennformeln 1906–1949 (offiziell Formule Internationale) waren vom internationalen Automobilverband AIACR (ab 1946 FIA) jährlich, bzw. auch für mehrere Jahre verabschiedete Regelwerke, in denen die technischen und sportlichen Bestimmungen für die Internationalen Großen Preise (als höchste Kategorie im Automobilsport auch als Grandes Épreuves bezeichnet) festgelegt wurden.

## Regeln und Technik im Laufe der Zeit
Unter dem aus dem Pferderennsport übernommenen Begriff „Grand Prix“ verstand man ursprünglich nur das in Frankreich erstmals 1906 ausgetragene Straßenrennen. Ihren eigenen Grand Prix schrieben dann die Spanier ab 1913 aus, die Italiener ab 1921, die Belgier ab 1925, die Deutschen ab 1926 (zunächst für Sportwagen). Nach international gleichen Maßstäben wurden Grand-Prix-Rennen erst von den 1920er Jahren an ausgeschrieben, wobei es stets auch eine „Kleine Klasse“ für Fahrzeuge der Voiturette-Kategorie gab. Den Begriff Formel 1 für die „Große Klasse“ begann man erst ab 1947 zu verwenden.

## Regelentwicklung
| Jahr      | Regeländerung |
| --------- | --- |
| 1906      | Maximalgewichtsformel (seit 1902 fortgeltend): 1000 kg plus 7 kg Zusatzgewicht für die Magnetzündung. Nicht mit gewogen wurden: Kotflügel, Beleuchtung samt Lampenhalter, Hupe, Sitzpolster und Werkzeugkasten. Auspuffrohre mussten horizontal verlaufen, wegen Staubaufwirbelns mit aufwärts gebogenen Endstück. Jeder Automobilhersteller konnte bis zu 3 Wagen melden. Fahrer und Beifahrer durften sich während des Rennens ablösen. |
| 1907      | Einführung einer Verbrauchsformel: maximaler Kraftstoffverbrauch 30 Liter auf 100 Kilometer. |
| 1908      | So genannte Ostender Formel: 1100 kg Mindestgewicht ohne Kotflügel, Reservereifen, Werkzeug, Kraftstoff und Kühlwasser. Maximale Zylinderbohrung 155 mm für Vierzylinder, 127 mm für Sechszylinder, Hubraum ohne Begrenzung. |
| 1909–1910 | Keine neue Formel verabschiedet, weil der Grand Prix nicht ausgetragen wurde. |
| 1911      | Maximale Zylinderbohrung 110 mm (für Vierzylinder), maximaler Kolbenhub 200 mm - Rennen wurde mangels Teilnehmerinteresse abgesagt. |
| 1912      | Keine Formelvorschriften bis auf die Fahrzeug-Höchstbreite von 175 cm. |
| 1913      | 800 kg Mindestgewicht, 1100 kg Höchstgewicht. Maximaler Kraftstoffverbrauch 20 Liter auf 100 Kilometer. Stromlinienkarosserien verboten. |
| 1914      | 1100 kg Höchstgewicht, Hubraum maximal 4500 cm³, Kompressoren verboten. |
| 1915–1919 | Hubraum maximal 3000 cm³; jedoch fanden wegen des Ersten Weltkrieges keine Grand-Prix-Rennen statt. |
| 1920      | Nur für Indianapolis: 800 kg Mindestgewicht, Hubraum maximal 3000 cm³. - Keine Grand-Prix-Rennen in Europa ausgetragen. |
| 1921      | Nun auch für Europa gültig: 800 kg Mindestgewicht (inklusive Räder und Reifen, aber ohne Betriebsstoffe und Ersatzteile), Hubraum maximal 3000 cm³, 2 Insassen mit zusammen mindestens 120 kg Gewicht. |
| 1922–1924 | 650 kg Mindestgewicht, Hubraum maximal 2000 cm³ (2-Liter-Formel), 2 Insassen mit zusammen mindestens 120 kg Gewicht. Hintere Fahrzeugkante nicht weiter als 150 cm von der Mittellinie der Hinterräder entfernt. Nur Fahrer und Beifahrer dürfen während des Rennens am Auto arbeiten. |
| 1925      | Weiterhin 650 kg Mindestgewicht, Hubraum maximal 2000 cm³ (2-Liter-Formel), aber nun muss die weiterhin zweisitzige Karosserie eine Mindestbreite von 80 cm über eine Höhe von 25 cm haben und es muss ohne Beifahrer gefahren werden. |
| 1926      | 600 kg Mindestgewicht, Hubraum maximal 1500 cm³ (1,5-Liter-Formel), zweisitzige Karosserie muss weiterhin eine Mindestbreite von 80 cm über eine Höhe von 25 cm haben. Rückspiegel obligatorisch. |
| 1927      | 700 kg Mindestgewicht, Hubraum maximal 1500 cm³ (1,5-Liter-Formel), ein- oder zweisitzige Karosserie muss weiterhin eine Mindestbreite von 80 cm über eine Höhe von 25 cm haben. |
| 1928      | 550 kg Mindestgewicht, 750 kg Höchstgewicht. Mindestbreite im Bereich des Cockpits 80 cm über eine Höhe von 25 cm, Mindestdistanz eines Rennens 600 km. |
| 1929      | 900 kg Mindestgewicht (jetzt inklusive Reserverad). Mindesthubraum 1100 cm³, Mindestbreite im Bereich des Cockpits 100 cm über eine Höhe von 25 cm, Höchstverbrauch an Kraftstoff und Schmiermitteln 14 kg pro 100 km, Einheitstank hinter dem Cockpit, Mindestdistanz 600 km. |
| 1930      | 900 kg Mindestgewicht (inklusive Reserverad). Mindesthubraum 1100 cm³, Mindestbreite im Bereich des Cockpits 100 cm über eine Länge von 25 cm, Höchstverbrauch an Kraftstoff und Schmiermitteln 14 kg pro 100 km plus 30 Prozent Aufschlag bei Verwendung von Benzol. Einheitstank hinter dem Cockpit, Mindestdistanz 600 km. |
| 1931      | Formula libre, zweisitzige Karosserien mit einer Mindestbreite von 100 cm, Mindestdauer eines Rennens 10 Stunden, Fahrerwechsel obligatorisch. |
| 1932      | Formula libre; Mindestdauer eines Rennens 5 Stunden, Höchstdauer 10 Stunden. |
| 1933      | Formula libre; Mindesthubraum 1100 cm³, bis zu 30 Prozent Benzolanteil im Kraftstoff erlaubt, Mindestdistanz eines Rennens 500 km. |
| 1934–1937 | 750 kg Höchstgewicht ohne Kraftstoff, Öl, Wasser und Reifen. Mindestdistanz eines Rennens 500 km. Mindestbreite der Karosserie von 85 cm. Der Betriebsstoff war frei. |
| 1938–1940 | Minimalgewicht auf gleitender Skala 400 bis 850 kg proportional zum Hubraum, von 666 bis maximal 3000 cm³ mit und von 1000 bis 4500 cm³ ohne Kompressor. Im Wagengewicht inbegriffen: Getriebe- und Hinterachsöl sowie Reifen, nicht aber Motoröl, Kühlmittel, Treibstoff, Reserveräder, Werkzeug. Freie Kraftstoffwahl. |
| 1941–1945 | Favorisiert war eine neue 1,5-Liter-Formel, die aber wegen des Zweiten Weltkrieges nicht mehr verabschiedet wurde. |
| 1946      | Verlängerung der Rennformel von 1938, aber keine Grand-Prix-Rennen ausgerichtet. |
| 1947–1953 | Maximal 1500 cm³ mit und 4500 cm³ ohne Kompressor. Keine Gewichtsbeschränkung. Mindestdistanz eines Rennens 300 km. Mindestdauer eines Rennens 3 Stunden. Mit Einführung der Formel 2 1948 setzte sich die Bezeichnung Formel 1 durch. |

Die Regelentwicklung nach Einführung der Formel-1-Weltmeisterschaft ist hier zu finden.